# 平野嘉也
平野 嘉也（ひらの よしや、1967年（昭和42年）12月7日 - ）は、日本の政治家。薬剤師。高野町長（3期）。徳島文理大学薬学部卒業。和歌山県高野町出身。

## 経歴
和歌山県高野町高野山の祖父、父、親戚、兄妹共に薬剤師の家系に生まれる。高野山幼稚園、高野山小学校、高野山中学校、橋本高等学校卒業し薬剤師を目指すため徳島文理大学薬学部に進学し卒業
芦屋大学教育学部卒業。
薬剤師として南労会紀和病院・高野町立高野山病院などに勤務。またこれまでに高野山青年団団長・伊都青年会議所理事長・高野町青少年団体連絡協議会会長・高野町商工会青年部部長などを歴任。
2014年（平成26年）4月20日に投開票の高野町長選挙に出馬し初当選、その後、3期連続で当選を果たす。

### 過去の選挙結果
※当日有権者数：3,000人 最終投票率：84.83%（前回比：-1.8pts）
| 候補者名 | 年齢 | 所属党派 | 新旧別 | 得票数  | 得票率 | 推薦・支持 |
| -------- | ---- | -------- | ------ | ------- | ------ | ---------- |
| 平野嘉也 | 46   | 無所属   | 新     | 1,419票 | 56.56% |            |
| 木瀬武治 | 58   | 無所属   | 現     | 1,080票 | 43.44% |            |

2018年（平成30年）4月8日投開票の町長選挙で再選。
※当日有権者数：2,741人 最終投票率：79.06%（前回比：-5.77pts）
| 候補者名 | 年齢 | 所属党派 | 新旧別 | 得票数  | 得票率 | 推薦・支持 |
| -------- | ---- | -------- | ------ | ------- | ------ | ---------- |
| 平野嘉也 | 50   | 無所属   | 現     | 1,582票 | 84.24% | 推薦:自民  |
| 所順子   | 68   | 無所属   | 新     | 520票   | 15.76% |            |

2022年4月17日投開票の町長選挙で3選。
※当日有権者数：2,435人 最終投票率：80.04%（前回比：+0.98pts）
| 候補者名 | 年齢 | 所属党派 | 新旧別 | 得票数  | 得票率 | 推薦・支持 |
| -------- | ---- | -------- | ------ | ------- | ------ | ---------- |
| 平野嘉也 | 54   | 無所属   | 現     | 1,609票 | 84.46% | 推薦:自民  |
| 所順子   | 72   | 無所属   | 新     | 296票   | 15.54% |            |

## 所属団体・関連団体
- 明治の日を作る首長会[5]